# Michaeloplia vicaria
Michaeloplia vicaria är en skalbaggsart som beskrevs av Marc Lacroix 1997. Michaeloplia vicaria ingår i släktet Michaeloplia och familjen Melolonthidae. Inga underarter finns listade i Catalogue of Life.